# 抗原表位
抗原表位（英語：antigenic epitope）简称表位，也称抗原决定簇（antigenic determinant）、抗原決定位，是指抗原表面上决定抗原特异性的化学官能基，其可被免疫系统（尤其是抗体、B细胞或者T细胞）识别；这是因为免疫细胞并不能辨识整个大分子的免疫原，只能辨识免疫原分子上某些特定的部位。简言之，表位就是抗原分子上与抗体或淋巴细胞受体结合的部位。
通常抗原表位是指外来蛋白质或多糖等物质的其中一部分，但只要能被自體免疫系统所识别的表位，也被归为抗原表位；而相对且互补于抗原表位，在抗体或T细胞受体中能识别抗原表位的区域，称为互补位、抗体决定簇或抗原結合位。
蛋白质抗原的表位根据它们的结构以及与互补位的交互作用，被分为構型表位和线性表位这两种类型。其中構型表位由抗原氨基酸序列中的不连续部分组成，因此互补位和抗原表位的交互作用是基于表面的三维特征和形状，或者是抗原的三级结构。大部分的抗原表位都属于構型表位。与此相反，线性表位是由一段连续的抗原氨基酸序列构成，与抗原的交互作用的基础是其一级结构。

## 功能

### T细胞表位
T细胞抗原表位出现在抗原呈现细胞上，这种抗原将会和主要组织相容性复合体（MHC）相结合。由I型主要组织相容性复合体（MHC Ⅰ类分子）所呈现的T细胞抗原表位通常是由8至11个氨基酸长度的多肽，而II型主要组织相容性复合体（MHC Ⅱ类分子）所呈现的T细胞抗原表位相对更长，由13-17个氨基酸组成，而非经典主要组织相容性复合体则呈现非多肽类的抗原表位，例如糖脂。

### 交叉反应
抗原表位有时候会发生交叉反应，这一特点通过抗独特型抗体的调控，被免疫系统所利用。这一理论最初是由诺贝尔奖获得者尼尔斯·杰尼所提出的。如果抗体和某个抗原的表位结合，这一互补区会变成抗原表位被另一个抗体所捕获。如果第二个抗体是一个IgM类型的抗体，则这一结合会提升免疫系统的响应；而如果第二个抗体是IgG类型的抗体，则这一结合会降低免疫系统的响应。

## 抗原表位的绘制
抗原表位可以通过蛋白质阵列文库等技术进行绘制。同时，目前正在大力开发一些可靠的工具，用于预测蛋白质的抗原表位。

## 抗原标记
抗原表位通常会被用于蛋白质组学以及其它基因产品的研究当中，是指通过DNA重组技术，能够被普通抗体所识别的编码抗原表位的基因序列。抗原标记可以被融合到某段基因当中，其后该表位被合成为蛋白质或者其它基因产品的一部分，上面的抗原表位标记会被抗体或者其它基因产品所识别，使得定位、提纯以及进一步的分子鉴定等实验室技术变得可行。用于该目的的抗原表位通常为Myc标记、HA标记、FLAG标记、GST标记、6xHis标记以及OLLAS标记。

## 引用
1. ↑  antigenic determinant {epitope} - 抗原決定位；表位[]. 國家教育研究院
2. ↑  https://www.termonline.cn/word/235406/1#s1
3. ↑  Jian Huang, Wataru Honda. . BMC Immunology. 2006-04-07, 7: 7  [2018-04-02]. ISSN 1471-2172. doi:10.1186/1471-2172-7-7.
4. ↑  Alberts. . New York: Garland Science. 2002: 1401.
5. ↑  Walker, John; Ralph Rapley. . Humana Press. 2008: 467. ISBN 1603273743.
6. ↑  Novus, Biologicals. . Novus Biologicals.   [23 November 2011]. （原始内容存档于2020-05-28）.

### 抗原数据库
- MHCBN: A database of MHC/TAP binder and T-cell epitopes （页面存档备份，存于）
- Bcipep: A database of B-cell epitopes （页面存档备份，存于）
- SYFPEITHI - First online database of T cell epitopes （页面存档备份，存于）
- IEDB - Database of T and B cell epitopes with annotation of recognition context - NIH funded （页面存档备份，存于）
- ANTIJEN - T and B cell epitope database at the Jenner institute, UK
- IMGT/3Dstructure-DB - Three-dimensional structures of B and T cell epitopes with annotation of IG and TR - IMGT, Montpellier, France
- SEDB: A Structural Epitope Database- Pondicheery University, DIT funded
- 抗原表位
- 醫學主題詞表（MeSH）：Epitopes